# 8945 Cavaradossi
8945 Cavaradossi (1997 CM) là một tiểu hành tinh vành đai chính được phát hiện ngày 1 tháng 2 năm 1997 bởi P. G. Comba ở Prescott.